# Diego Vicente
Diego Sebastián Vicente Pereyra (Montevideo, 19 luglio 1998) è un calciatore uruguaiano, centrocampista del Tacuarembó.

## Carriera
Ha esordito nella massima serie del campionato uruguaiano con il River Plate, nella stagione 2015-2016; nel 2016 ha anche giocato una partita in Coppa Libertadores.